# Uranotaenia abdita
Uranotaenia abdita är en tvåvingeart som beskrevs av EL Peyton 1977. Uranotaenia abdita ingår i släktet Uranotaenia och familjen stickmyggor.
Artens utbredningsområde är Thailand. Inga underarter finns listade i Catalogue of Life.